# Kleine Sünder – große Sünder
Kleine Sünder – große Sünder (Originaltitel Min søsters børn) ist ein dänischer Spielfilm der Regisseurin Annelise Reenberg aus dem Jahr 1966. Das Drehbuch verfasste die Regisseurin zusammen mit Gitte Palsby. Es basiert auf einer Erzählung des US-amerikanischen Schriftstellers John Habberton, der vor allem durch seine Kinderbücher einem größeren Leserkreis bekannt geworden ist. In Dänemark kam der Film zum ersten Mal am 30. September 1966 in die Kinos, in der Bundesrepublik Deutschland im selben Jahr am 16. Dezember.

## Handlung
Auch der gescheiteste Mann lernt dazu, wenn er unversehens in einen „elternlosen“ Haushalt mit sechs Kindern, zwei Hunden und einem Meerschweinchen gerät. Genau das passiert dem Kandidaten der Psychologie, Erik Lund, als er sich zur Vorbereitung seines Doktor-Examens ins Haus seiner Schwester flüchtet, die sich zur selben Zeit mit ihrem Mann auf eine Dienstreise nach Paris begibt und den Haushalt verwaist zurücklässt. 
Als Margarete, die Hausangestellte, über ein Spielzeugpferd stolpert und sich ein Bein bricht, scheint die Katastrophe unausbleiblich. Onkel Erich wird nichts erspart, nicht einmal der nachbarliche Vorwurf, ein „Sittenstrolch“ zu sein, und nur mit Hilfe der sechsköpfigen Rasselbande gelingt es ihm, des wachsenden Chaos Herr zu bleiben, seine Doktor-Prüfung zu bestehen und noch die hübsche Nachbarstochter für sich zu gewinnen.

## Kritik
„Langatmiger Klamauk um das Gegenüber von Theorie und Praxis.“

„Der Streifen kommt nicht über das Niveau eines humoristischen Groschenromans hinaus, bietet aber dennoch, vor allem dank des frischen Spiels der kindlichen Darsteller, heitere und gefällige Unterhaltung. Zu empfehlen den Zuschauern, die problemlose Zerstreuung im Kino suchen.“

## Fortsetzung
Der Film war so erfolgreich, dass schon im Jahr darauf von derselben Regisseurin ein zweiter Teil mit dem Titel Min søsters børn på bryllupsrejse (deutsch frei übersetzt mit Meine Schwester ist auf Hochzeitsreise) auf den Markt kam. Im deutschen Sprachraum lief der Streifen aber etwas irreführend unter dem Titel Sünder überall.